# Randy Steven Kraft
Randy Steven Kraft (nascido em 19 de março de 1945) é um assassino em série americano conhecido como "Assassino do Scorecard" e "Assassino da auto estrada", que cometeu violação, tortura, mutilação e assassinato a, pelo menos, 16 jovens homens numa série de crimes acontecidos entre 1972 e 1983, a maioria deles cometidos na Califórnia. Pensa-se também que Kraft é responsável por ter violado e matado mais de 51 crianças rapazes e jovens homens. Foi condenado em maio de 1989 do assassinato de 16 vítimas e está atualmente preso no corredor da morte, na prisão estatal de San Quentin em Marin County, Califórnia.
Kraft ficou conhecido como o assassino do Scorecard porque quando foi preso, investigadores encontraram uma lista codificada com referências às vítimas e assassino da auto estrada porque muitas das vítimas eram encontradas ao lado ou próximo de auto estradas.

## Vida anterior

### Família
Randy Steven Kraft nasceu em Long Beach, California, em 19 de março de 1945, a quarta criança e único rapaz de Opal Lee (nome de nascença Beal) e Harold Herbert Kraft. Os pais de Kraft mudaram-se para a California a partir de Wyoming no fim da Segunda Guerra Mundial. O seu pai Harold trabalhava como um trabalhador de produção, e a sua mãe como uma operadora de máquina de costura.
A família Kraft vivia modestamente, e a mãe de Kraft aceitou uma sucessão de empregos como suplemento do salário do seu marido. Apesar de tudo, Opal Kraft sempre arranjou tempo para os seus filhos, contrastando com o pai de Kraft que raramente participou em encontros sociais com a sua esposa e filhos, e foi mais tarde descrito como distanciado da sua família. Enquanto criança, Randy foi adorado pela sua mãe e pelas três irmãs, apesar de ser propenso a acidentes.
Em 1948, a família Kraft mudou-se para Long Beach para Midway City, California nas redondezas de Orange County. A nova casa da família Kraft era um pequeno dormitório do Corpo do Exército Feminino em Beach Boulevard que o pai de Kraft, Harold, tinha renovado. 
Em Midway City, Kraft foi à Escola Elementar de Midway City, onde a sua mãe participou na Associação de Pais. Como um aluno, Kraft foi notado pela sua inteligência, através dos seus colegas e professores. Em 1957, Kraft foi considerado com inteligência suficiente para assistir às aulas na Escola Superior Júnior da 17th Street.

### Adolescência e graduação
Na adolescência, Kraft tornou-se interessado na política, tornando-se num acérrimo Republicano com aspirações para ser senador dos Estados Unidos. Pouco depois do seu envolvimento na Escola Média de Westminster, ele e dois amigos próximos encontraram o Clube dos Romances Globais de Westminster. Na escola média de Westminster, Kraft foi mais uma vez descrito como agradável, um estudante brilhante que regularmente atingia notas máximas. Era também conhecido por, por vezes, ter encontros com raparigas, apesar de alguns colegas e professores, mais tarde, suspeitarem que pudesse ser homossexual.
Kraft, mais tarde, declarou que já sabia desde os dias da escola média que era homossexual, apesar de ter mantido a sua sexualidade em segredo. Em 13 de junho de 1963, graduou-se como décimo na sua turma de 390 alunos. Nesse outono, entrou na Universidade masculina de Claremont, em Claremont, California, onde seguiu caminho por um curso de economia.

## Universidade masculina de Claremont
Pouco depois do seu envolvimento como caloiro na Universidade masculina de Claremont, Kraft integrou-se no Corpo de Treino de Oficiais em Reserva de Claremont e frequentou regularmente demonstrações a favor de Guerra do Vietname e, em 1964, pela eleição de um presidente conservador Barry Goldwater. Kraft disse mais tarde que estas ações foram apenas uma refleção das ideias políticas dos seus pais e não as suas, descrevendo o seu segundo ano em Claremont como sendo quando deu o "último suspiro" na ideologia conservadora. Nesse mesmo ano, Kraft entrou na sua primeira relação homossexual.
Em 1964, Kraft começou a trabalhar como empregado de mesa num bar de cocktails chamado Garden Grove que atendia clientela homossexual; sendo conhecido também por ir com frequência a Laguna Beach e Huntington Beach para ter sexo casual com homens. Numa tentativa de revelar a sua homossexualidade aos seus pais, Kraft levou uma sucessão de "amigos" homens, para conhecer a sua família nos anos em que esteve em Claremont, contudo também era conhecido por, ocasionalmente, namorar raparigas. Inicialmente, os pais e irmãs de Kraft estavam absortos da sua homossexualidade.
Em 1966, Kraft foi preso e acusado de conduta lasciva após se propor a um polícia infiltrado em Huntington Beach. Como não tinha antecedentes criminais, não foi acusado. No ano seguinte, ele desenvolveu uma mudança muito radical da sua opinião política, passando a ser um ardente apoiante de partidos da esquerda, e eventualmente registado como Democrata em 1967.
No mesmo ano em se registou como Democrata, Kraft começou a ser organizador de eventos e da campanha de Robert Kennedy e recebeu uma carta pessoal do senador a agradecer os seus esforços. No seu último ano da universidade, Kraft tornou-se um estudante sem interesse pelos estudos, bebendo, tomando drogas e jogando toda a noite em sessões de poker com outros estudantes. A falta de compromisso com os seus estudos no último ano resultou com que Kraft não conseguisse tirar o curso em Claremont em junho de 1967. Kraft teve de repetir a sua aula de economia, resultando no adiamento da sua graduação em 8 meses. Em fevereiro de 1968, Kraft terminou o curso.

## Força Aérea Americana
Quatro meses depois de se graduar, Kraft juntou-se à Força Aérea Americana. Foi enviado para um campo de recruta no Texas antes de ser colocado na Base Aéarea de Edwards no sul da California, onde supervisionou a pintura de aviões de testes. Durante o seu serviço na Força Aérea, Kraft chegou a ser voador de primeira classe e supervisor.
No mesmo ano em que Kraft se tornou voador de primeira classe, disse à família que era homossexual. Numa carta que Kraft escreveu a um amigo, descreveu que o pai entrou num grande estado de raiva, dizendo que a mãe foi mais compreensiva, mas também desaprovando. A família de Kraft acabou por aceitar a sua homossexualidade, e permaneceu em contato próximo com os seus pais e irmãs, apesar das suas irmãs terem começado a notar que se distanciava da família, após se ter assumido.
Em 26 de julho de 1969, Kraft recebeu uma dispensa da Força Aérea depois de ter se assumido aos seus superiores. A dispensa foi oficialmente listada como questões médicas. Em resposta, Kraft pediu ajuda legal de um advogado com intenções de se objetar esta dispensa. A Força Aérea, contudo, recusou-se a mudar o estatuto da sua dispensa. 
No seguimento da sua dispensa militar, Kraft voltou para casa dos seus pais e trabalhou como empregado de mesa.

### Primeiro crime sexual conhecido
Em março de 1970, Kraft cruzou-se com um jovem de 13 anos de Westminster chamado Joey Fancher em Huntington Beach. Fancher explicou a Kraft que tinha fugido de casa nesse dia. Em resposta, Kraft convidou-o a ficar no seu apartamento na promessa que poderia morar com ele. Fancher concordou e acompanhou Kraft ao seu apartamento em Belmont Shore, onde foi drogado e violado. Horas depois, Fancher escapou do apartamento de Kraft depois de o ter deixado sozinho para ir trabalhar. Um membro da comunidade chamou uma ambulância, depois de ter observado Fancher ser drogado e a sua condição; Francher precisou de uma limpeza de estômago devido às drogas que tomou.
No hospital, Fancher informou a polícia que Kraft tinha-lhe dado drogas e lhe tinha batido. Nunca disse à polícia nem aos pais que tinha sido violado. Foi feita uma busca ao apartamento de Kraft, com a cooperação do companheiro de casa. Contudo, Fancher confessou à polícia que tinha tomado as drogas dadas por ele, voluntariamente, e a polícia tinha feito a busca sem mandato, não foram feitas queixas.

### Inscrição na Universidade Estatal de Long Beach
Em 1971, Kraft arranjou um novo emprego como camionista em Huntington Beach. Num esforço de continuar a subir na carreira depois da dispensa da carreira militar dois anos antes, matriculou-se na Universidade Estatal de Long Beach, tirando um curso de professor. Na universidade, Kraft tornou-se amigo de um estudante chamado Jeff Graves, do Minnesota, quatro anos mais novo que ele com quem Kraft começou uma relação.

## Assassinatos
Entre 1971 e 1983, pensa-se que Kraft matou um total de 67 pessoas. Todas as vítimas sob suspeita eram homens entre os 13 e os 35 anos a maioria adolescentes e no princípio dos 20 anos. Kraft foi acusado- e julgado - por 16 homicídios, todos ocorridos entre 1972 e 1983. Muitas das vítimas de Kraft estavam nos Marines e a maioria dos corpos mostrava sinais de álcool e tranquilizantes no seu sistema, indicando que tinham sido dominados antes de serem abusados e mortos.
As vítimas de Kraft eram tipicamente atraídas para o seu carro com uma oferta de boleia ou álcool. Dentro do seu veículo, era-lhes oferecido álcool e/ou outras drogas. Eram depois amarradas, torturadas e sexualmente abusadas antes de as matar através de estrangulação, asfixiação ou espancamento, apesar de alguma vítimas também terem ingerido doses fatais de medicamentos e, pelo menos, uma vítima ter sido esfaqueada. As vítimas eram depois largadas, normalmente - mas não exclusivamente - ao longo ou próximo de algumas auto estradas no sul da California. (Provas fotográficas encontradas na casa de Kraft indicam que várias vítimas foram levadas para sua casa depois do assassinato).
Muitas das vítimas de Kraft foram queimadas com um isqueiro de carro, normalmente em voltas dos genitais, peito e cara, e outras foram encontradas com grandes traumatismos na cara e cabeça. Em algumas situações, objetos estranhos foram encontradas dentro do ânus das vítimas enquanto outras estavam castradas ou mutiladas e desmembradas.
A maioria dos assassinatos de Kraft foram cometidos na California, apesar de algumas terem sido mortas nas redondezas do estado de Oregon, e duas vítimas conhecidas no estado do Michigan em Dezembro de 1982.

### Primeira vítima conhecida
Em 5 de outubro de 1971, a polícia encontrou o corpo nu de um homem de 30 anos, residente de Long Beach, chamado Wayne Dukette deixado próximo da auto estrada de Ortega. Dukette, um empregado de bar num bar gay chamado "The Stables", foi visto pela última vez em 20 de setembro de 1971. Putrefação apagaram quaisquer sinais de atividade no corpo, e a causa da morte foi determinada como sendo envenenamento por álcool devido a um nível muito elevado de álcool no sangue.
A primeira entrada na agenda de Kraft (referindo-se como sendo o seu "scorecard") diz "Stable", levando os investigadores a pensar que foi a primeira vítima de Kraft. 

### Mortes seguintes
Quinze meses depois do assassinato de Dukette, Kraft matou um Marine de 20 anos chamado Edward Moore. Moore foi visto vivo, pela última vez, deixando as casernas de Camp Pedleton em 24 de dezembro de 1972. O seu corpo foi encontrado ao lado da auto estrada 405 em Seal Beach durante as manhã de 26 de dezembro. As nódoas negras  no corpo de Moore indicavam que tinha sido largado de um veículo em andamento. Uma autópsia revelou que Moore tinha sido amarrado pelos pulsos e tornozelos, depois espancado com um instrumento arredondado na cara antes de ser amordaçado. O seu corpo também mostra provas de várias dentadas e uma meia tinha sido colocada no reto.

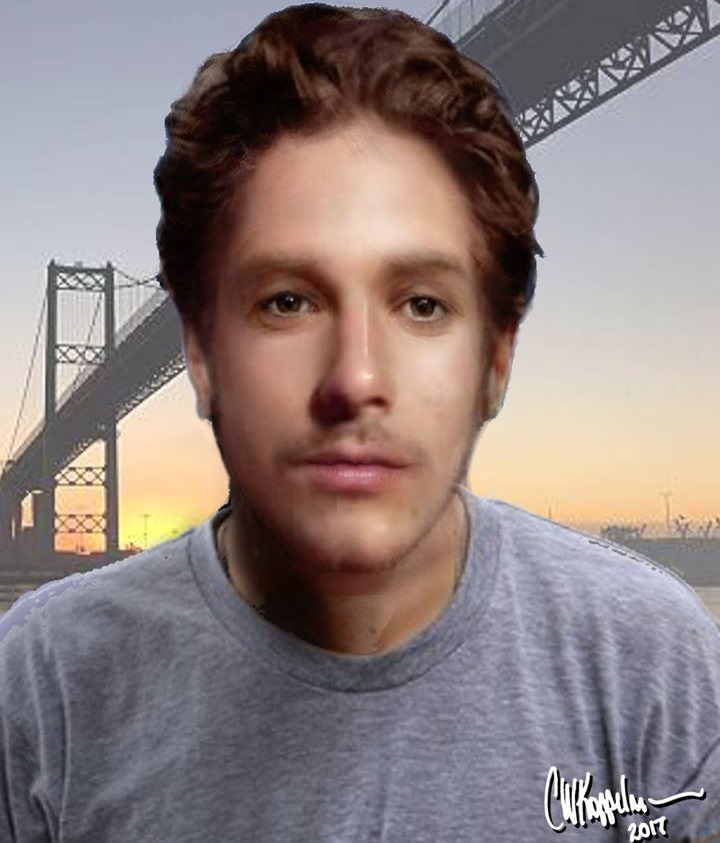
Reconstrução facial da vítima não identificada em fevereiro de 1973, que se achava que estava no livro de Kraft como "Wilmington"

Seis semanas depois da morte de Edward Moore, o corpo de um homem não identificado, estimado ter por volta de 17 a 25 anos, foi encontrado ao longo da autor estrada de Terminal Island em Los Angeles. Esta vítima tinha sido estrangulada com uma ligadura e também tinha uma meia no seu reto. Dois meses depois, em 9 de abril, o corpo de um jovem de 17 anos chamado Kevin Bailey foi encontrado ao lado da estrada de Huntington Beach. Bailey tinha sido castrado e sodomizado antes de morrer. Em 28 de julho, mais duas vítimas foram mortas: um jovem não identificado que tinha sido desmembrado encontrado em 22 de abril, e de um jovem de 20 anos chamado Ronnie Wiebe, que tinha sido estrangulado e deixado na auto estrada 405 em 30 de julho - dois dias depois de ter desaparecido. Foram encontradas marcas de ter sido atado nos pulsos e tornozelos, sugerindo que tinha sido amarrado e suspenso antes de morrer.
Apenas se conhece mais uma morte em 1973. A vítima tinha 23 anos chamado Vincent Cruz Mestas e era um estudante de arte bissexual, cujo corpo foi encontrado nas montanhas de San Bernardino em 29 de dezembro. Como nas anteriores vítimas, uma das meias da vítima tinha sido forçada para o seu reto. As mãos de Mestas foram ainda separadas do seu corpo e nunca encontradas.
Por volta de novembro de 1974, mais cinco vítimas foram encontradas perto ou ao lado de zonas de muito movimento no sul da California; três delas ligadas ao mesmo assassino. Duas dessas vítimas - Malcolm Little de 20 anos e James Reeves de 19 anos - foram encontrados ao lado da auto estrada com objetos estranhos inseridos no corpo, enquanto que o corpo da terceira vítima - Robert Dickerson de 18 anos - tinha evidências de mordidas como algumas vítimas anteriores.

### 1975
Em 3 de janeiro de 1975, Kraft raptou e matou um jovem estudante de 17 anos John Leras. O jovem foi visto pela última vez a entrar num autocarro em Long Beach. O seu corpo estrangulado foi encontrado no dia seguinte, largado em Sunset Beach com um objeto estranho dentro do ânus. Foram encontradas marcas de arrastamento na praia próxima a onde o corpo foi encontrado, o que sugere que existiram duas pessoas a levar o corpo de Leras até à água. Duas semanas depois da morte de Leras, em 17 de janeiro, o corpo de um jovem de 21 anos chamado Craig Jonaistis foi encontrado num parque de estacionamento do hotel Golden Sails perto da auto estrada da costa do pacífico e da estrada de Loynes em Long Beach. Jonaistis tinha sido estrangulado com um cordão, possivelmente um atacador.

### Investigação
Em janeiro de 1975, um total de 14 vítimas, cujos corpos tinham sido largados ao longo de 4 estados diferentes nos três anos anteriores, foram ligados ao mesmo assassino.Todas as vítimas eram homens caucasianos com semelhanças físicas. Em 24 de janeiro, os investigadores de homicídios de várias jurisdições no sul da California juntaram-se em Orange County para discutir o progresso na busca do assassino desconhecido. Um perfil do FBI do assassino foi lido aos investigadores, descrevendo o assassino como metódico, organizado com inteligência acima da média que exibia uma indiferença aos "interesses da sociedade". Alguns investigadores acreditavam que os assassinatos eram resultado do trabalho de mais do que um indivíduo, um ou mais tinha passado militar: duas vítimas tinham resíduos de lenço de papel no seu nariz, confirmando um procedimento militar para evitar que os corpos purgem depois da morte. A colocação de meias dentro dos retos das vítimas também estava teorizado como sendo um método usado pelo assassino para evitar a purgação do corpo enquanto este era levado para o local onde o ia largar.
Nesta altura, os investigadores não tinham pistas sólidas.

### Interrogado e libertado
A polícia de Long Beach questionou Kraft sobre o rapto e morte de Crotwell em 19 de maio de 1975. Inicialmente, Kraft negou ter sequer conhecido Crotwell ou May e a polícia, desconfiada da sua negação, convocou-o para ser interrogado na esquadra da polícia.
Na esquadra da polícia de Long Beach, Kraft admitiu que por volta de 29 de março, tinha encontrado dois jovens num parque de estacionamento de Long Beach e que os tinha persuadido a beberem álcool e consumirem Valium com ele, enquanto conduzia. Diz ter trazido May de volta ao parque e ter conduzido com Crotwell até uma estrada lateral à rampa de El Toro, onde o seu carro ficou enterrado sob um aterro. Diz ter ido a pé sozinho para uma estação de serviço para ligar a um reboque para tirar o seu carro do aterro enquanto Crotwell ficou no carro. Quando voltou ao seu carro, Kraft afima que Crotwell tinha desaparecido.
Apesar do companheiro de casa de Kraft ter confirmado com os detetives que Kraft lhe tinha telefonado no dia do desaparecimento de Crotwell, dizendo que o seu carro estava preso num aterro, os detetives continuaram desconfiados com a versão de Kraft, dos eventos. Na semana seguinte, dois detetives conseguiram acusar Kraft dos homicídios. Contudo, o tribunal de Los Angeles retirou o pedido dos detetives, citando as conclusões da autópsia ao corpo de Crotwell que dizia que este se tinha afogado acidentalmente.
Talvez por Kraft ter sido questionado como suspeito da morte de Crotwell e devido aos transtornos causados na sua vida pessoal no verão de 1975, Kraft não matou até 31 de dezembro, quando raptou Mark Hall, de 22 anos, em San Juan Capistrano. Neste assassinato, mais tarde descrito pela acusação como o pior de todos os assassinatos conhecidos de Kraft, o homem foi levado para uma montanha longínqua e atado a uma árvore. A autópsia declarou que a causa da morte foi asfixiação causada por folhas e terra encontrado na sua traqueia. A autópsia revelou ainda que Hall tinha sido violado e castrado, com os genitais depois inserido no seu reto. O peito, escroto, nariz e bochechas do jovem tinham sido queimados com um isqueiro de carro, e os seus olhos destruídos pelo mesmo objeto. Em adição, as pernas de Hall tinham vários cortes infligidos por uma garrafa partida. A equipa forense foram capazes de deduzir que Hall tinha estado vivo durante a maior parte da tortura. 

## Relação com Jeff Seelig
Em 1976, Kraft terminou a relação com Jeff Graves. Pouco depois começou uma relação com um jovem de 19 anos, aprendiz de pasteleiro, Jeff Seelig, e o casal mudou-se para Laguna Hills. Apesar de nenhum deles estar inclinado para a monogamia, consideravam que tinham uma relação permanente. Seelig mais tarde disse aos investigadores que ele e Kraft apanhavam com regularidade e propositadamente caminhantes que, se aceitassem, acompanhavam-nos até ao apartamento para sexo a três. Contudo, Seelig disse sempre que Kraft nunca foi violento com ele e que nunca tinha assistido a tendências violentas.
Acredita-se que a relação de Kraft com Seelig contribuiu para acalmar os assassinatos de Kraft. Não se conhecem mortes até 10 de dezembro de 1976. O corpo de uma vítima de 19 anos, Paul Fuchs, nunca foi encontrado. Contudo, o nome de Fuchs está no scorecard de Kraft.

### Renascimento do Assassino da auto estrada
Em dezembro de 1976, seguinte à morte de Paul Fuchs, Kraft não é conhecido por ter matado mais pessoas durante 16 meses. Em 3 de janeiro de 1978, os investigadores de homicídios reuniram-se novamente, para discutir os progressos na caça ao homem assassino da auto estrada. Por esta altura, os investigadores sabiam que existia mais do que um assassino à solta: em Julho anterior, a polícia tinha prendido Patrick Kearney, que tinha confessado a morte de 28 rapazes e jovens, muitos deles tinha dissecado e largado em sacos do lixo ao longo de auto estradas no sul da California. Apesar de Kraft ter desmembrado algumas das suas vítimas, nunca matou ninguém disparando com uma arma, na têmpora, como Kearney fez. Adicionalmente, Kearney nunca torturou nenhuma das suas vítimas: o modus operandi de Kearney era significativamente diferente do de Kraft, e os investigadores sabiam que existia um assassino diferente à solta.
Em 16 de abril de 1978, Kraft raptou um Marine de 18 anos, chamado Scott Michael Hughes. Foi oferecido a Hughes Valium antes de Kraft abrir o seu escroto e remover os seus testículos, e depois estrangulá-lo até à morte com uma ligadura antes de largar o corpo completamente vestido - faltando apenas um atacador - ao lado de uma rampa da auto estrada em Anaheim. Dois meses depois, em 11 de junho, o corpo de um jovem de 23 anos chamado Ronald Young foi encontrado perto da auto estrada de San Diego. Young tinha sido castrado antes de ser esfaqueado até à morte. Traumas no seu corpo indicavam que Young tinha sido atirado do carro em andamento, a alta velocidade. Oito dias depois, o corpo do Marine Richard Keith de 20 anos, foi encontrado deixado ao lado da estrada de Moulton Parkway. Os pulsos de Welts e Keith indicavam ter estado amarrados antes de terem sido estrangulados com uma ligadura. Espuma na garganta de Keith indicava que tinha sufocado como resultado de Flurazepam e álcool que tinha consumido antes de ser estrangulado.
Três semanas depois do assassinato de Richard Keith, em 6 de julho, Kraft matou um caminhante de 23 anos chamado Keith Klingbeil. O jovem tinha ingerido grandes doses de paracetamol e álcool antes de ser estrangulado no seu próprio atacador e o seu corpo largado na Interestadual 5. Contudo Klingbeil ainda estava vivo quando foi encontrado, morrendo pouco depois de ter entrado no hospital. Uma autópsia, posteriormente, revelou que antes da estrangulação, o seu mamilo esquerdo tinha sido queimado com um isqueiro de carro.
Dois meses depois, em 29 de setembro, o corpo de Richard Crosby, de 20 anos, foi encontrado a cerca de 180 metros a norte da auto estrada 71 em San Bernardino County. Crosby tinha desaparecido no dia anterior enquanto caminhava para casa a partir do cinema em Torrance. O jovem morreu por sufocação, e o seu mamilo esquerdo tinha sido mutilado com um isqueiro de carro.
A última vítima conhecida de Kraft tinha 21 anos e era um camionista de Long Beach chamado Michael Inderbieten, cujo corpo castrado foi encontrado perto da auto estrada de San Diego em 18 de novembro de 1978. Para além de ter sido castrado, Inderbieten foi violado com um objeto estranho e sofreu queimaduras semelhantes às infligidas em Mark Hall dois anos antes. A causa da morte está definida como estrangulamento.

## Assassinatos posteriores
Kraft não é conhecido por ter morto mais ninguém até 16 de junho de 1979, quando raptou Donald Crisel, um marine de 20 anos. O seu corpo foi atirado de um carro em andamento na auto estrada 405. A causa da morte foi determinada como envenenamento por álcool, apesar de marcas de corda e queimaduras indicarem que tinha sido amarrado e torturado antes do corpo ter sido largado.
Dois meses depois, em 29 de agosto, o corpo desmembrado de um jovem não identificado, com idade entre os 18 e os 30 anos, foi encontrado em dois sacos do lixo atrás da Union 76, numa estação de serviço em Long Beach. A entrada no scorecard de Kraft tinha apenas como título "76", acreditando dever-se a esta vítima. Apesar de apenas a cabeça. tronco e perna esquerda ter sido encontrada, a vítima, como muitas outras, tinha uma meia dentro do seu reto. DUas semanas depois, em 14 de setembro, o corpo de Gregory Wallace Jolley, de 20 anos, foi encontrado em Lake Arrowhead. Jolley foi castrado e a sua cabeça e pernas tinha sido cortadas após a morte. Os seus objetos pessoais foram encontrados mais tarde em casa de Kraft.
Em 24 de novembro de 1979, um jovem de 15 anos de Santa Ana, chamado Jeffrey Sayre acredita-se ter sido raptado e assassinado por Kraft. Sayre foi visto pela última vez numa paragem de autocarro em Westminster enquanto viajava para casa, de um encontro com a sua namorada. A entrada no scorecard de Kraft "Westminster Date" acredita-se que seja de Sayre.
Em 18 de fevereiro de 1980, o corpo decapitado de um marine de 19 anos, chamado Mark Alan Marsh, foi encontradoperto da auto estrada de Templin. Marsh foi visto pela última vez andando para Buena Park. As suas mãos foram também cortadas depois da morte.

### Assassinatos de Portland
No verão de 1980, Kraft viajou para o estado de Oregon como parte de um contrato a ser assinado , delegado pelo seu trabalho. Durante a duração desta viagem, Kraft esteve a residir numa cidade perto de Portland. Antes de voltar à California em Agosto, pensa-se que matou duas pessoas - ambas escritas no seu scorecard com o título de "Portland". A primeira vítima, Michael O'Fallon, de Denver com 17 anos, foi morto em 17 de julho. O'Fallon era um viajante solitário que viajava pela América e Canadá antes do seu envolvimento na universidade, à altura da sua morte. Foi-lhe dado álcool e Valium antes de ser estrangulado até à morte e o seu corpo nu descartado a 16 km da cidade de Salem. O'Fallon estava na lista de Kraft como "Portland Denver". No dia seguinte, acredita-se que Kraft matou um homem com idade entre 35 e 45 anos, cujo corpo foi encontrado ao lado de uma auto estrada na cidade de Woodburn. Esta vítima - listada como "Portland Elk" no scorecard de Kraft - tinha ingerido um nível tóxico de Valium e Tylenol antes de ser estrangulado com uma ligadura.
Em 3 de setembro de 1980, um mês depois de regressar à California do Oregon, o corpo atado de um jovem marine de 19 anos, Roberto Loggins, foi encontrado dentro de um saco do lixo, próximo da base aérea de El Toro. Loggins foi visto vivo pela última vez, por dois amigos Marines perto da auto estrada de Pacific Coast em 23 de agosto. Fotografias - e negativos - consequentemente encontradas na posse de Kraft mostram Loggins na sala de estar de Kraft todo vestido no sofá, aparentemente drogado, e em várias outras nu, em poses pornográficas. Todas estas fotografias mostrar Loggins com os olhos fechados não dando para definir se já estaria morto na altura em que as fotos foram tiradas.
Em 10 de abril de 1981, o corpo de um jovem chamado Michael Cluck, de 17 anos, foi encontrado atrás da auto estrada 5 perto da comunidade de Goshen, Oregon. Cluck tinha sido raptado enquanto caminhava de Kent, Washington para Bakersfield, California no dia anterior ao seu corpo ter sido encontrado. O jovem foi morto com 31 pancadas na cabeça, cada uma infligida com um instrumento redondo que destruiu o seu crânio. Além disso, Cluck tinha sido violado e o seu corpo selvaticamente espancado, pontapeado e vasculhado. Acredita-se que Cluck estava no scorecard de Kraft como "Portland Blood (sangue)", devido à quantidade de sangue e lixo encontrado na cena de crime.
Quando Cluck morreu, sabe-se que Kraft foi novamente enviado em viagem pelo trabalho. Além disso, no dia em que o corpo de Cluck foi encontrado, Kraft visitou o hospital de Lane County para receber tratamento em vários traumas.
Quatro meses depois da morte de Michael Cluck, em 20 de agosto de 1981, o corpo parcialmente vestido de um prostituto chamado Christopher Allen Williams, de 17 anos, foi encontrado nas montanhas de San Bernardino. Foi dado a Williams phenobarbitale benzodiazepine e foi encontrado um lenço de papel nas suas narinas, causando que sufocasse no seu próprio muco.

### Assassinatos de Echo Park
No ano de 1982, a relação entre Kraft e Seelig estava transtornada com frequentes discussões e episódios temporários de separação. Num esforço para resolver as suas diferenças pessoais e manter a relação, o casal começou a frequentar consultas de conselhos matrimoniais em Huntington Beach. Estas sessões começaram em 22 de junho de 1982.
Devido às queixas frequentes dos residentes de Echo Park sobre um odor forte vindo da auto estrada de Hollywood em 29 de julho de 1982, um empregado da Cal Trans encontrou o corpo em decomposição de um rapaz de 14 anos de Pittsburg chamado Raymond Davis, deixado ao longo da avenida de Rampart. Esforços sem sucesso foram tomados para esconder o corpo de Davis por baixo das folhas e da terra. Os pulsos do jovem tinham sido atados atrás da cabeça da mesma forma que Michael O'Fallon tinha sido dois anos antes. Davis aparentava ter sido estrangulado com o seu atacador. Foi visto, vivo, pela última vez, em Echo Park duas semanas antes à procura do seu cão perdido. A entrada no scorecard de Kraft dizia "Dog (cão)" e acredita-se que pertencia a Davis.
Apenas 12 metros do corpo de Davis, o mesmo funcionário da Cal Trans encontrou o corpo de um jovem de 16 anos, Robert Avila. Avila estava desaparecida à pouco menos tempo que Davis apesar de estar igualmente em decomposição. Tinha sido estrangulado com um fio de uma aparelhagem stereo.
Kraft não matou mais até 1 de novembro de 1982, quando raptou e matou Arne Mikeal Laine, 24 anos de Modesto. Laine foi visto pela última vez a caminhar para Orange County em busca de trabalho. O seu corpo só foi encontrado em Janeiro de 1984, num monte perto da cidade de Ramona. Quatro semanas depois da morte de Laine, o corpo semi nu  de Brian Whitcher, de 26 anos, foi largado de um carro em andamento ao lado da auto estrada 5, próximo da cidade de Wilsonville, Oregon. Whitcher tinha ingerido níveis elevados de álcool e Valium, mas morreu asfixiado.
Em 3 de dezembro de 1982, um carpinteiro de 29 anos, chamado Anthony Jose Silveira, desapareceu enquanto caminhava para Medford. O seu corpo foi encontrado duas semanas depois, estrangulado, sodomizado e com evidências de ter sido violado com objetos estranhos antes de morrer. Na altura das mortes de Whitcher e Silveira, Kraft tinha estado mais uma vez em Oregon numa viagem profissional. A viagem acabou no dia em Silveira morreu. Em 4 de dezembro, Kraft conduziu de Portland para Seattle para visitar amigos. Durante esta sua breve visita, foi visto usando um casaco militar com o nome "Silveira". Em 5 de dezembro, Kraft voou de Seattle para Michgan - outra vez em trabalho.

### Grand Rapids e regresso a Portland
Dois dias depois da sua chegada aos Grand Rapids, Kraft cruzou-se com dois primos chamados Dennis Alt e Christopher Schoenborn enquanto os três frequentavam um seminário no hotel Amway Grand Plaza. Kraft foi visto a conversar com os dois na receção do hotel pouco antes da meia noite. Os corpos dos dois homens foram descobertos em 3 de dezembro num descampado, perto do hotel. As duas vítimas tinham ingerido álcool e Valium antes de serem sodomizados e mortos, e os seus corpos terem sido abandonados em posições sexualmente sugestivas. Alt, com 24 anos, tinha morrido asfixiado, enquanto que Schoenborn, com 20 anos, tinha sido estrangulado até à morte com o próprio cinto. Para além da estrangulação, uma caneta foi encontrada na uretra de Schoenborn, colocada antes de morrer. Ambos os jovens foram gravados no scorecard de Kraft como o título "GR2".
Um conjunto de chaves pertencentes a Christopher Schoenborn, e o casaco militar de Anthony Silveira, foram deixados no hotel, por Kraft.
Em 8 de dezembro, Kraft viajou de Michigan para Portland. Em 24 horas após a sua chegada ao Oregon, matou um jovem de 29 anos chamado Lance Taggs. Taggs foi visto pela última vez caminhando da cidade de Tigard para casa de um familiar em Los Angeles, em 8 de dezembro. O seu corpo foi descoberto no dia seguinte, largado ao largo de uma rua rural em Clackamas County, próximo onde Brian Whitcher tinha sido encontrado duas semanas antes. Como tinha acontecido com Alt e Shoenborn, Taggs tinha sido intoxicado com álcool e Valium, antes da sua morte, contudo foi morto por asfixiação com uma meia na traqueia.

### Ligação com Oregon e perseguição
Notando a passagem do tempo entre períodos de atividade quando corpos de jovens rapazes surgiam perto de estradas com álcool e medicamentos no Oregon, investigadores teorizaram que o assassino morava noutro estado e ficava no Oregon apenas em trabalho. Seguindo os assassinatos de Silveira, Whitcher e Taggs, os investigadores de Oregon deram detalhes dos crimes a polícias de outros estados, descrevendo o modus operandi do assassino que procuravam e pedindo resposta de qualquer força policial que tinha crimes por resolver de jovens rapazes com semelhanças com os crimes que aconteceram no Oregon. A resposta do sul da California foi rápida: o padrão de mortes era idêntico às vítimas na California. Os 6 assassinatos no Oregon cometidos pelo Kraft foram ligados aos que cometeu na California.

## 1983
Kraft não matou novamente até 27 de janeiro de 1983, quando raptou um jovem de 21 anos chamado Eric Church. A vítima foi vista pela última vez a caminhar de Orange County para Sacramento no dia antes da sua morte. O seu corpo foi encontrado ao longo da I-605. Uma autópsia concluiu que este natural de Connecticut tinha ingerido álcool e Valium e tinha sido sodomizado. Marcas de corda nos pulsos de Church indicam que tinha lutado para se soltar antes de morrer com uma combinação de estrangulação com uma ligadura e vários golpes no lado do crânio com um instrumento arredondado.
Em 12 de fevereiro, Kraft matou dois homens de Buena Park: Geoffrey Nelson de 18 anos e Rodger DeVaul de 20 anos. Os dois jovens foram vistos pela última vez fora da casa de um amigo chamado Bryce Wilson pouco depois da meia noite, informando Wilson que tencionavam comprar qualquer coisa para comer. O corpo nu de Nelson foi encontrado ao lado de uma rampa perto da auto estrada de Garden Grove poucas horas depois de ele e DeVaul terem sido vistos pela última vez. Tinha sido castrado, estrangulado e atirado de um veículo em movimento. O corpo de DeVaul foi encontrado no dia seguinte, deixado ao lado de uma ladeira perto de Mount Baldy em San Bernardino. DeVaul tinha sido amarrado, sodomizado e estrangulado com uma corda. Como tinha sido com Nelson, DeVaul tinha ingerido uma grande quantidade de álcool e propranolol antes de morrer, Além disso, as duas vítimas tinham ingerido pele de batata e uvas antes do assassinato.

### Última morte e prisão
Às 1:10 da manhã de 14 de maio de 1983, dois polícias da patrulha das estradas da California, viram um Toyota Celica conduzindo descontroladamente na Interestadual 5 em Orange County, comunidade de Mission Viejo. Vendo que o veículo fazia uma mudança de faixa ilegal, os polícias - suspeitando que o condutor estava bêbedo - mandaram-no parar.
O condutor abrandou o veículo de uma forma hesitante e saiu do carro, esvaziando o que tinha de uma garrafa de cerveja no chão. O polícia Michael Sterling encontrou-se com o indivíduo, que se identificou como Randy Kraft na frente do seu carro, e reparou que este tinha as calças desabotoadas. Sterling fez um teste de sobriedade a Kraft, que falhou. Sterling prendeu Kraft por conduzir alcoolizado.
O parceiro de Sterling, Sargento Michael Howard aproximou-se do Celica e observou um rapaz no banco do passageiro , desmaiado, com os olhos cerrados, parcialmente coberto com um casaco e com garrafas abertas junto dos seus pés. Howard tentou acordar o homem. Não tendo resposta, Howard tentou despertá-lo abanando o seu braço, apenas para ver que o indivíduo tinha uma temperatura corporal muito baixa. Quando tentou sentir o pulso, percebeu que estava morto: uma marca de ligadura era bastante visível no pescoço. Levantando o casaco do colo do morto, Howard viu que as calças estavam abertas expondo a genitália. Para além disso, as mãos do jovem tinha sido amarradas com atacadores e os pulsos tinham sinais de vergões.
Mais tarde, foi identificado como Terry Lee Gambrel, um marine de 25 anos estacionado na base aérea de El Toro e tinha sido estrangulada até à morte.
Kraft foi inicialmente acusado de conduzir sobre a influência de álcool e detido enquanto os detetives conduziam uma investigação ao seu carro. No banco traseiro do carro, os investigadores encontraram um cinto, com um tamanho que coincidia com as marcas no pescoço de Gambrel. Outras provas incriminatórias encontradas fora: álcool, tranquilizantes, várias drogas com prescrição e estimulantes. O lugar do passageiro e a carpete do carro tinha marcas de sangue, contudo, Grambel não tinha feridas. Os estofos foram levados para análise forense. Os resultados das análises confirmaram que o sangue era humano. Por baixo da carpete, os investigadores descobriram um envelope com 50 fotografias de jovens em poses pornográficas. Muitos dos sujeitos nas imagens pareciam estar a dormir ou mortos. Dentro do porta bagagens do veículo de Kraft, os investigadores descobriram um dossier com várias listas escritas à mão, com anotações codificadas.
Uma pesquisa à casa de Kraft revelou outras provas incriminatórias, incluindo roupas e objetos pessoais de vários jovens que tinham sido mortos durante os últimos 10 anos. Fibras tiradas de um tapete coincidiam com as encontradas na vítima Scott Hughes. Em adição, o sofá de Kraft na sala de estar foi identificado como sendo o das fotografias encontradas no seu carro.
Em 16 de maio de 1983, Kraft foi acusado da morte de Terry Lee Grambel. Em 8 de setembro, os investigadores questionaram mais de 700 testemunhas e encontraram mais de 250 provas físicas que apontaram para a culpa de Kraft em 15 homicídios cometidos entre dezembro de 1972 e fevereiro de 1983 e Kraft foi acusado desses 15 assassinatos - somando ainda duas acusações de sodomia e uma de castração - nesta data.

## O scorecard
A lista codificada de 61 nomes e termos escritos de forma organizada, encontrada no carro de Kraft acredita-se ter cada uma das vítimas de Kraft. Muitas entradas parecem inofensivas, mas acredita-se que cada uma está associada a uma vítima ou vítimas. Várias entradas referem claramente as vítimas pelos nomes (por exemplo, a entrada "EDM" refere-se às iniciais de Edward Daniel Moore, enquanto que "Vince M" refere-se a Vincent Mestas). Noutras instâncias, as entradas indicavam a tortura e mutilação infligida nos corpos das vítimas e os locais onde foram vistos pela última vez. A entrada "Marine Head BP" (Cabeça de Marine BP) por exemplo, acredita-se que está associado a Mark Marsh; um marine encontrado decapitado que foi visto pela última vez a caminhar para Buenas Park. Outras entradas simplesmente referiam localizações dos corpos: a entrada "Golden Sails", por exemplo, referia-se ao facto do corpo de Craig Jonaitis ter sido encontrado no parque de estacionamento do hotel Golden Sails.
A lista tinha ainda entradas que indicavam, pelo menos, 4 duplos homicídios: "GR2" (vítimas Dennis Alt e Christopher Schoenborn, vistos pela última vez nos Grand Rapids); "2 in 2 Beach" (2 em 1 Beach) (vítimas Geoffrey Nelson e Rodger DeVaul); "2 in 1 Hitch" e "2 in 1 MV to PL" (nenhuma destas entradas conseguiram ser associadas a um crime ou desaparecimento).
Os investigadores determinaram que duas vítimas pelo qual Kraft foi condenado (Eric Church e Terry Gambrel) não estavam listadas no scorecard. Contudo, uma vez que a lista está em código, a vítima poderá estar no scorecard e não ser identificada pelos investigadores. Terry Gambrel pode também estar incluído na lista, apesar de Kraft ter sido preso antes de se livrar do corpo, e de não ter tido tempo de o gravar no scorecard. Estas possibilidades mostram uma lista de 65 e possivelmente um total de 67 vítimas.
A entrada inicial do scorecard de Kraft chamada "Navy White" acredita-se ter sido de James Cox de 17 anos, um marine colocado na base aérea de Mather que foi visto pela última vez a 29 de Setembro de 1974, caminhando perto da interestadual 5 e cujo corpo foi encontrado algumas semanas depois em Rancho Santa Fe. À altura do seu desaparecimento, Cox estava vestido com o seu uniforme branco da marinha. Para além da cor do seu uniform, Cox era um jovem loiro.
Mais à frente do scorecard de Kraft lia-se simplesmente "Iowa" e acredita-se ser referente a um jovem marine de 18 anos chamado Oral Alfred Stuart Jr. Stuart nasceu no Iowa e o seu corpo foi encontrado perto de um condomínio em Long Beach em Novembro de 1974. O homem morreu do resultado de um trauma, e o seu corpo ficou identificado até Março de 2012.
Os investigadores notaram um modus operandi semelhante no assassinato e na posição do cadáver de Oral Stuart com as vítimas que Kraft tinha morto.
Vinte e dois das 67 vítimas estimadas de Kraft continuam por identificar. Isto deve-se ao facto de as mortes terem ocorrido em vários estados e os corpos terem sido largados em várias localizações.

## Julgamento
O julgamento de Randy Kraft começou em 26 de setembro de 1988. Foi julgado em Orange County perante o juiz Donald A. McCartin.
No julgamento, quase 160 testemunhas foram chamadas para testemunhar no seguimento da sua condenação e mais de 1000 provas foram apresentadas. Estas provas apontando contra Kraft incluíram provas físicas como manchas de sangue, cabelo e fibras encontradas na residência de Kraft em Long Beach e no seu carro, impressões digitais encontradas nos estilhaços de vidro recolhidos da cena do crime de Mark Hall, os negativos e fotografias de jovens identificados como vítimas encontradas dentro do carro de Kraft, onde mostrava os jovens desmaiados ou mortos e onde o cenário revelava que foram tiradas em casa de Kraft ou em que as vítimas estavam sentadas no Toyota de Kraft, ainda o cinto usado para estrangular Terry Gambrel, a prescrição das drogas e a faca encontrada no carro. Outras provas foram apresentadas incluindo as viagens de trabalho e recibos de gasolina que colocam Kraft em determinadas localizações onde as vítimas foram raptadas e/ou largadas e os vários objetos pessoais de várias vítimas encontradas na posse de Kraft aquando da sua prisão.
A defesa de Kraft foi um dos seus alibis e suspeito alternativo: os seus advogados ignoraram muitas das provas produzidas como sendo circunstanciais e tentaram definir Kraft como articulado, bom trabalhador e um membro importante da comunidade; não afirmaram que as 16 vítimas de assassinatos não tinham sido, de facto, assassinadas, mas que "eram vítimas de alguém, mas não Randy Kraft". A defesa também disse que muitas das 16 vítimas tinham sido inicialmente pensadas pelos investigadores, como terem sido mortas por um de dois outros assassinos em série: William Bonin e Patrick Kearney e argumentaram que não existiam "provas concretas" que Kraft tinha morto alguma das vítimas.
O julgamento de Randy Kraft durou 13 meses e provou ser o julgamento mais caro de toda a história de Orange County.
Em 29 de abril de 1989, com ambos os lados a apresentarem os seus argumentos finais, que durou um total de 3 dias: a acusação, mais uma vez, a apontarem para as provas físicas e circunstanciais que apontam para Kraft e a defesa argumentando que não estava correto que todos os assassinatos estavam ligados e que a acusação estava a "encobrir" a verdade. Após os argumentos finais, o júri deliberou por um total de onze dias antes de chegar a um veridito: em 12 de maio de 1989, a o júri considerou Kraft culpado de 16 homicídios, uma sodomia e uma castração (da sodomia à vítima Rodger DeVaul, Kraft não foi considerado culpado).

### Fase de pena e sentença
Em 5 de junho de 1989, o mesmo júri juntou-se para ouvir mais testemunhos da acusação e da defesa pela pena de Kraft. Esta fase do julgamento de Kraft durou até Agosto e foi a partir deste ponto que a acusação apresentou provas de vários homicídios cometidos tanto em Oregon como no Michigan onde estavam certos que Kraft também tinha cometido e pelos quais não tinha sido julgado em Orange County. A defesa demitiu as afirmações de acusação como sendo "muito especulativas" e introduziu o testemunho relacionado com um scan ao cérebro feita a Kraft que, afirmavam, revelar anomalias nos lobos frontais do cérebro de Kraft, e portanto, reduzindo a sua capacidade de controlar as emoções e os impulsos. A acusação repeliu este testemunho dizendo ao júri: "Não existe nada de errado com a mente do Sr. Kraft a não ser que ele gosta de matar para satisfação sexual", adicionando o facto da sua família e amigos terem achado difícil ele ter cometido qualquer crime dizendo apenas "que bom vendedor que ele era".
Em 11 de agosto de 1989, o júri recomendou a pena de morte. Três meses depois, em 29 de novembro, o Juiz McCartin sentenciou, oficialmente, a pena de morte a Kraft.
A pena de morte foi confirmada pelo tribunal da California em 11 de agosto de 2000.
Em 2015, Randy Kraft ainda permanece no corredor da morte na Prisão Estadual de San Quentin. Até este dia, diz que é inocente de qualquer homicídio, tanto pelos que foi acusados como os que foi suspeito.

## Companheiro desaparecido
Tanto circunstancial como provas de ADN relacionadas com alguns assassinatos de Kraft causaram uma suspeita que nem todos os homicídios foram cometidos apenas por uma pessoa. A acusação acredita que estas inconsistências apenas podem ser explicadas pelo facto de Kraft não agir sozinho em alguns assassinatos. É de conhecimento que Kraft não poderia ter movido sozinho corpos de cerca de 90 kg: largando-os de carros em movimento enquanto sozinho seria também algo difícil de ser notado. Abrasões e detritos encontrados nas cenas de crime de algumas vítimas cujos corpos foram largados à beira da estrada, indicam que os corpos foram largados de carros que viajavam a mais de 80 km/h e, para uma pessoa fazer esta ação sem comprometer a sua condução seria muito difícil. Além disso, as pegadas encontradas, na areia, próximas do corpo de John Leras, encontrado em Sunset Beach em 1975, inequivocamente indicam que duas pessoas carregaram o corpo do jovem até onde foi deixado. No caso de Eric Church, amostras de sémen encontradas no corpo do jovem era incompatíveis com o tipo de sangue de Kraft e as fotografias das vítimas encontradas no carro tiveram de ser processadas em algum sítio, mas nenhum fotógrafo alguma vez reportou as imagens mórbidas de Kraft, à polícia (o próprio Kraft não tinha um quarto escuro ou equipamento para revelar fotos).
Durante o julgamento, os membros da acusação admitiram em privado que não acusaram Kraft de alguns crimes que tinha, de certeza, cometido porque se achava que havia mais do que um assassino. Apesar do ADN encontrado no corpo de Eric Church ser incompatível com Kraft, os investigadores encontraram fotografias mostrando Church no carro de Kraft e a sua distinta máquina de barbear Norelco foi encontrada na casa de Kraft.

### Jeff Graves
A acusação acreditava que o antigo namorado de Kraft, Jeff Graves, poderia ter ajudado Kraft em alguns assassinatos. Graves, que tinha vivido com Kraft entre 1971 e 1976 (quando 16 dos assassinatos atribuídos a Kraft aconteceram) foi questionado sobre o rapto de Crotwell e morte em 1975, quando confirmou o álibi à polícia. Quando questionado mais tarde sobre o acidente após a prisão de Kraft em 1983, Graves informou os investigadores: "Não vou mesmo pagar por isto, vocês sabem".
Graves morreu de sida a 27 de Julho de 1987. Na altura da sua morte, a polícia estava a preparar-se para fazer mais perguntas a Graves.

### Bob Jackson
Em Janeiro de 2000, o jornalista Dennis McDougal (autor do livro de 1991 chamado Anjo das Trevas, focando-se na vida de Kraft e nos seus crimes) publicou um artigo sobre Randy Kraft. Neste artigo, McDougal recontou as suas entrevistas com Bob Jackson, que confessou o assassinato de dois caminhantes com Kraft: um no Wyoming em 1975 e outro no Colorado em 1976. As autoridades de Colorado e Wyoming não têm possibilidade de corroborar estas questões.
Jackson disse ainda a McDougal que o scorecard encontrado no carro de Kraft incluíam apenas as mortes mais memoráveis para Kraft, dizendo que o total de vítimas chegava próximo de 100. McDougal reportou estas alegações à polícia e cedeu gravações das entrevistas. Os detetives interrogaram Jackson e persuadiram-no a entrar num hospital psiquiátrico, mas não foram feitas acusações. 
Kraft acabou por processar o autor McDougal e a editora de Anjo das Trevas, dizendo que o livro manchava o seu "bom nome" e retratava-o, injustamente, como um "homem doente e perverso". Disse ainda que o livro era prejudicial devido para as "previsões de futuro emprego". Kraft pediu $62 milhões em danos. O processo foi demitido, considerado como frívolo em Junho de 1994.

## Outros Assassinos da auto estrada
Patrick Kearney, um suspeito de uma série de assassinatos de jovens conhecidos como os assassinatos de saco do lixo, rendeu-se à polícia de Ridverside em julho de 1977. Kearney confessou ter morto 28 rapazes e jovens; muitos que largou nas auto estradas no sul da California. Apesar de Kraft também ser conhecido por desmembrar algumas das suas vítimas, Kearney matava sempre as suas vítimas com um tiro na cabeça. Em adição, Kearney largava a maioria das suas vítimas em sacos do lixo. Apesar de, inicialmente ser conhecido como o assassino dos sacos do lixo, também foi conhecido como assassino da auto estrada.
Em 1980, William Bonin e 4 cúmplices foram presos por uma série de mortes conhecidos como assassinatos da auto estrada. Os assassinatos foram cometidos por Bonin e os seus cúmplices apresentando um método semelhante ao de Kraft. Bonin também é conhecido por ter torturado as suas vítimas, apesar de nunca lhes ter dado álcool ou drogas. Para além disso, apesar de ser conhecido por esfaquear algumas vítimas nos genitais com uma faca e de ter morto uma das vítimas esfaqueando-a até à morte, Bonin nunca mutilou os corpos das suas vítimas e quase todas foram estranguladas até à morte com a sua própria camisola. As vítimas de Bonin eram, ainda, mais jovens do que as de Kraft, com idades compreendidas entre os 12 e os 19 anos.

## Outra leitura
- McDougal, Dennis (1991). Angel of Darkness: The True Story of Randy Kraft and the Most Heinous Murder Spree. [S.l.]: Grand Central Publishing. ISBN 978-0-446-51538-2
- Lane, Brian; Gregg, Wilfred (1995) [1992]. The Encyclopedia Of Serial Killers. New York City: Berkley Book. pp. 241–43. ISBN 978-0-425-15213-3